# Callionymus izuensis
 Callionymus izuensis és una espècie de peix de la família dels cal·lionímids i de l'ordre dels cipriniformes que es troba al Japó.